# 水酸化金(III)
水酸化金(III)（すいさんかきん、英: Gold(III) hydroxide）は金の水酸化物で、化学式Au(OH)3で表される無機化合物。140℃に加熱すると分解して酸化金(III)になる。両性物質である。Au3+の水溶液に塩基を加えると黄褐色の沈殿として得られる。

## 用途
医薬品や陶磁器の製造、金めっき、ダゲレオタイプ、触媒などに用いられる。